# Albert Yorke (6e comte de Hardwicke)
Albert Edward Philip Henry Yorke, 6e comte de Hardwicke, (14 mars 1867 - 29 novembre 1904), titré vicomte Royston entre 1873 et 1897, est un diplomate britannique et un homme politique conservateur. 

## Biographie
Il est le fils unique de Charles Yorke, 5e comte de Hardwicke, et de Sophia Georgiana Robertina, fille de Henry Wellesley, 1er comte Cowley. 
Il est attaché honoraire à Vienne entre 1886 et 1891. Il entre à la Chambre des lords à la mort de son père en 1897 et prononce son premier discours en février 1898. Il sert sous Lord Salisbury et Arthur Balfour comme Sous-secrétaire d'État à l'Inde entre 1901 et 1902 et à nouveau de 1903 jusqu'à sa mort et sous Balfour comme sous-secrétaire d'État à la guerre entre août 1902 et 1903. Il prononce son dernier discours à la Chambre des Lords en août 1904, trois mois avant sa mort. Outre sa carrière dans la politique nationale, il est membre du London County Council entre 1897 et 1901 et lieutenant-adjoint du Cambridgeshire. 
Lord Hardwicke est décédé en novembre 1904, à 37 ans. Il est célibataire et son oncle, John Manners Yorke, lui succède comme comte. 